# Josef Německý

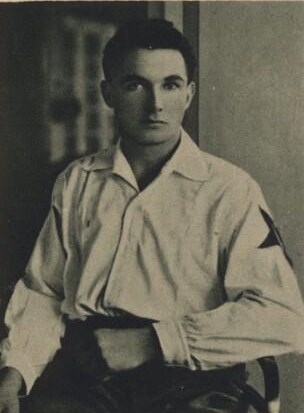

Josef Německý, född i Tjeckoslovakien 6 december 1900, död 10 juni 1943, var en tjeckisk vinteridrottare som var aktiv inom längdskidåkning under 1920-talet. Han medverkade vid Olympiska vinterspelen 1924 i längdskidåkning 50 km , han kom på sjuttonde plats. Fyra år senare, vid Olympiska vinterspelen 1928 i längdskidåkning 50 km , kom han på elfte plats.